# Esakiozephyrus setschuanica
Esakiozephyrus setschuanica är en fjärilsart som beskrevs av Riley 1939. Esakiozephyrus setschuanica ingår i släktet Esakiozephyrus och familjen juvelvingar. Inga underarter finns listade i Catalogue of Life.